# Фобос БК-01
«Фобос БК-01» — советский и российский совместимый с ZX Spectrum серийный бытовой персональный компьютер . Выпускался в 1990—1994 годах Уфимским приборостроительным производственным объединением города Уфы.

## Описание
Состоял из платы процессора, блока клавиатуры и корпуса; использовался с бытовой телевизионной аппаратурой и бытовым кассетным магнитофоном. Схема и разводка платы, с доработками, заимствована у компьютера «Ленинград» Сергея Зонова.
Предназначался для обучения основам информатики, вычислительной техники и программированию на языке «Бейсик», а также для обработки и хранения информации, выполнения научно-технических и инженерных расчётов, использования в бытовых целях, проведения развлекательных логических игр.

### Характеристики
- Разрядность процессора: 8 бит
- Тактовая частота процессора: 3,5 МГц
- Объём памяти: 48 Кбайт
- Разрешение экрана: 256×192 точек

## История
Серийный выпуск начат в 1990 году. Для компьютера применялись серийно изготавливаемые на УППО детали, которые также применялись в магнитофонах «Агидель».